# Il coraggio di essere liberi
Il coraggio di essere liberi è un saggio di Vito Mancuso edito dalla Garzanti nell'ottobre del 2016 nella collana Saggi.
Vito Mancuso coinvolge il lettore invitandolo alla rappresentazione dell'argomento del suo saggio sulla libertà con una strategia letteraria che inizia con il "Prologo" dal titolo Sul palcoscenico e termina con il Congedo dal palcoscenico. Tutti noi infatti siamo coinvolti nella recita di ruoli indossando maschere e obbedendo a copioni che ci fanno vivere in una dimensione parzialmente libera. Lungo le pagine del saggio scopriamo cos'è la libertà e come si fa per essere realmente liberi. 

## Primo capitolo
(Natura, articolazione e posta in gioco dell'essere liberi) In esso si afferma che la libertà rimanda al termine "persona", che indica sia l'uomo che svolge una funzione sia la maschera dell'attore, ma non in senso negativo, bisogna infatti essere soddisfatti dei vari ruoli che si svolgono nella vita, nello stesso tempo preservare dei momenti fecondi in cui essere realmente se stessi. Ci vuole equilibrio dinamico tra l'essere "persona", un insieme di relazioni col mondo, e l'essere "individuo", sostanza non divisibile; da una parte la solitudine, che crea le distanze dal mondo e da se stessi, dall'altra la relazione con l'esterno, che permette l'espansione, in una dinamica di chiusura e di apertura, che governa ogni fenomeno vitale e che fa vivere la libertà. Delicato è il percorso della libertà, che deve essere nutrito da momenti di luce e di oscurità, e richiede un coraggioso lavoro di liberazione da ogni costrizione, cioè libertà da, condizione indispensabile, ma non sufficiente, ci vuole infatti un livello superiore, la libertà-per, il vivere per un ideale, che permette di trasformare le voglie "in desiderio orientato", i "capricci in sicurezza del gusto", le "idiosincrasie in serena capacità di valutazione", e di giungere alla fine "ad un io liberato dall'egoismo-egoità diventato maturo centro di relazioni". Inoltre la libertà-per non deve eliminare l'autonomia della libertà-da, la deve invece orientare e fecondare in un circolo virtuoso che porta dall'una all'altra e viceversa. Questo percorso sottintende una precisa visione dell'uomo e del mondo. Se infatti si ammette la libertà, l'uomo assume una posizione singolare rispetto agli altri viventi e la visione del mondo è aperta alla trascendenza, altrimenti il fenomeno umano viene situato nella natura e si ha il sistema chiuso del determinismo. Mancuso è per l'esistenza della libertà e per il sistema aperto, non si è "né attori che recitano un copione scritto da un altro (sia esso Dio oppure la Natura), né autori-registi-attori di un testo autoreferenziale", ma qualcosa che sta nel mezzo e che è possibile denominare libera volontà di armonia relazionale.In una parola sola, amore.

## Secondo capitolo
(Sulla possibilità di essere liberi) Il capitolo affronta il problema dell'essere liberi, che fin dall'origine fece nascere l'opposizione tra necessità e libertà, da una parte un processo privo di libertà, dall'altra uno libero e creativo ma privo di un disegno logico e di senso. I ﬁlosoﬁ si dividono come Cartesio e Spinoza, il primo che sostiene il libero arbitrio ed afferma che si possono dominare le passioni, il secondo che dice che gli uomini non sono liberi ma determinati. Opposte posizioni si trovano anche nella fisica contemporanea, dove alcuni ﬁsici stanno per la necessità, come Albert Einstein con la teoria della relatività regno dell'ordine, altri per la libertà, come Niels Bohr con la meccanica quantistica, dove domina l'indeterminazione, con due visioni del mondo completamente in opposizione che però funzionano perfettamente. Questa situazione mostra, secondo Mancuso, che già nella "struttura stessa della materia" c'è l'antinomia, che esprime la "condizione strutturale" della mente che si rapporta all'essere, per cui, come avviene per la fisica, i concetti di libertà e di necessità, inconciliabili tra loro, interpretano entrambi una dimensione della realtà in modo veritiero. Ne nasce l'esigenza di un pensiero che sappia cogliere le varie ragioni delle cose e che trova il metodo idoneo nella dialettica, cioè nel dialogo inteso come esposizione e richiesta di argomenti, che si può trasformare in confutazione, quando c'è disposizione ad assumere ora un punto di vista ora un altro, per far emergere i diversi lati del problema e non perdere nessun frammento della realtà. La dialettica può diventare dialogo interiore, può far sperimentare l'impossibilità di immobilizzare la realtà della vita, che è mobile ed inafferrabile. In questa dinamica coloro che amano la verità della vita hanno il coraggio di essere liberi comprendendo che non devono limitarsi a un unico punto di vista, ma praticare un pensiero capace di "circondare l'oggetto da tutti i lati e ottenere conoscenza per contatto reale". Il risultato di questo procedere è l'antinomia, il pensiero che si misura con la "ﬂuida realtà della vita", che Immanuel Kant teorizzò, seguito da Hegel, Pavel Florenskij, e dalla Simone Weil, per la quale gli esseri umani non sanno sostenere la contraddizione preferendo la sicurezza della razionalità. Mancuso, consapevole della natura antinomica del reale, ritiene utile approfondire la posizione contraria alla sua e lo fa in alcuni passaggi dove indica le ragioni che mettono in crisi il concetto di libero arbitrio, cita la "dittatura del desiderio" dominato dalle grandi passioni, mostra la storia sanguinosa della libertà che mostra che gli uomini hanno paura di essere liberi e cercano idoli dinnanzi a cui inchinarsi, analizza l'aporia sulla libertà della dottrina cattolica che conferma la logica dell'antinomia, ed approfondisce le argomentazioni contro la libertà prodotte da Albert Einstein, spiegando in che senso deve intendersi il suo determinismo. Lo scienziato infatti se affermò che "l'intelletto è cieco" rispetto "ai fini e ai valori", non negò l'attenzione a quei "fini e valori", quando sostenne che l'intelletto può "sforzarsi" per dare un aiuto a creare una società più giusta e libera, parlando di "sforzo" e sottintendendo una meta. Questo indica che nell'essere umano c'è una dimensione che ha "funzione di guida" e "spinge a scegliere", alla quale lo stesso scienziato successivamente si appellò, nel manifesto sull'uso delle bombe atomiche, che è un chiaro appello al libero arbitrio degli esseri umani che possono prima considerare l'oggetto del proprio volere, poi prenderne le distanze e infine mutarlo.
Perché si possa realizzare tale idea di libertà bisogna tenere presente che l'uomo è peculiare rispetto agli altri viventi, che può far male e bene quindi essere libertà, non in opposizione ma come frutto del lavoro della natura, fatto di necessità e di libertà, secondo la visione evolutiva dell'essere, che si organizza giungendo alla vita e all'intelligenza, per cui si è parlato di "principio antropico". Mancuso afferma di preferire l'espressione principio-libertà che fa pensare il cosmo dotato di senso solo se lo si vede "come un grande sistema" per generare la libera vita della mente, detta spirito. 
"Quello che è veramente decisivo però è concepire la libertà non in contrapposizione al mondo, ma come il frutto più bello del lavoro del mondo".
Infine il teologo delinea il cammino della libertà, che inizia con la liberazione dal sé e giunge a dedicarsi a realtà più grandi di sé e considera che la logica di questo movimento non sempre si riscontra nell'esperienza quotidiana, specie quando, nel terzo movimento, la libertà-per riconosce qualcosa di più importante dell'ego e vi si affida. Bisogna però avere fiducia nel lavoro della libertà che può giungere a desiderare il bene e la giustizia per se stessi, se risente dell'azione del divino, quella energia che per la Weil viene "da un altro luogo" e che si chiama "grazia". Essa agisce nella dimensione dello spirito e si sperimenta quando si rimane soli con se stessi, in quella profondità che rimanda al di là di se stessi, e che fa percepire di essere entrati in contatto con la logica delle cose, comunione perfetta tra il sé e il principio cosmico ordinatore, tra "io e Dio". 
Se possiamo giungere a essere liberi anche da noi stessi volendo il bene e la giustizia è perché originariamente siamo spirito, ovvero perché, per usare le categorie tradizionali, siamo dotati di anima spirituale e siamo figli di Dio. Se possiamo giungere a essere liberi anche da noi stessi arrivando alla purezza dell'etica è perché originariamente c'è in noi un fondo buono, descritto dalla Bibbia ebraica in termini di «somiglianza» e ancora più preziosamente di «immagine» di noi rispetto al principio primo dell'essere tradizionalmente detto Dio (cfr. Genesi l, 26-27).
Questa prospettiva non ignora il caos e il disordine, che sono all'interno di ogni processo vitale, ma se si indirizza la libertà verso il bene e si è fedeli alla natura e alla sua logica, si hanno relazioni di qualità e il divino si mostra come forza che sana la libertà, la dota di forma, la purifica e la attrae. "Ecco l'azione della grazia. Il mondo divino viene percepito dall'anima come la realtà più degna cui ci si possa dedicare, la più alta, la più nobile, l'unica degna di sé. L'anima ne rimane affascinata e, liberamente, consacra se stessa".

## Terzo capitolo
(Definizione ed educazione della libertà). Visto che alcuni sostengono che la libertà è reale, altri che è solo un'illusione, precisa che la libertà esprime il caos che abita ogni essere umano e rimanda al "principio di indeterminazione", che riguarda anche la vita della mente, le passioni, il "cuore" e che ha potere creativo e distruttivo, come la libertà che è la condizione della creatività della mente, ma che ha anche grandi possibilità distruttive. Il caos, protagonista di molti fenomeni della natura che è capace di nuovo ma non è libera, è condizione necessaria ma non sufficiente per giungere alla pienezza della libertà; occorre anche la consapevolezza della mente che sa di essere cosciente e vuole, che può riconsiderare le azioni compiute, riformare il proprio agire, giungere a volere in modo nuovo e diverso e di farlo spontaneamente. L'ambito in cui si manifesta questa indipendenza creativa è l'etica e si ha quando si compie un'azione in opposizione alla realtà, si riesce ad individuare un interesse più alto, per il quale si agisce anche contro la situazione ambientale. Chi vive in questo modo è uno spirito libero che però deve lavorare assiduamente su di sé, praticando il "conosci te stesso", nella consapevolezza che non si può prescindere dal proprio io, né si può uscire dal proprio ego, ma lo si può trasformare.
Questa trasformazione o conversione dell'ego è il lavoro spirituale, è la meta verso cui gli esercizi spirituali in quanto esercizi di libertà possono condurre.
Fatta questa operazione la mente può aprirsi al mistero e servirlo, entrare nella dimensione contemplativa della vita, dove prevale il silenzio e il rispetto della realtà e dove anche la tecnologia può essere posta al servizio di qualcosa di più importante per modificare il mondo interiore. In questa trasformazione parte importante ha il pensiero, che, se è giunto col lavoro evolutivo all'autocoscienza e alla libertà, deve essere rafforzato e valorizzato, deve, oltre alla sua attività precipua, imparare a "pensare col cuore", esprimere cioè una sapienza profonda in cui l'agitazione si placa e si raggiunge la pace interiore.

## Quarto capitolo
(Nel teatro del mondo: questioni di stile) Questo capitolo considera l'uomo che si muove sul teatro della vita, dove, proprio come in una rappresentazione si ha la commedia, la tragedia e l'uscita di scena. C'è infatti chi cerca il divertimento, col pericolo di non giungere ad alcuna situazione armonica, per evitare il quale bisogna passare al vivere convergente e responsabile, nella considerazione che il divertimento genera insoddisfazione se non c'è armonia tra le dimensioni dell'essere, le quali vanno coltivate insieme, sia la dimensione fisica, necessitata, che quella spirituale, che è scelta e creatività. L'accordo avviene nella psiche, centro di ognuno, ma è difficile da conseguire perché la dimensione spirituale solo in parte rende indipendente dalla natura, in più si apre alla consapevolezza del dolore del mondo. Allora è necessario cercare un'armonia più grande, curarla con attenzione e disciplina; è necessario uscire dall'individualismo, accogliere una più matura visione del mondo e porre il desiderio di felicità in una logica più ampia con cui accordare la libertà, in una relazione che sarà dipendente ma non servile. Questa dinamica permette di raggiungere un tipo di felicità che si può definire "letizia", che è "la gioia intima e serena di chi si raccoglie in se stesso" ed ha "il mezzo sorriso dei grandi spirituali", che scaturisce dall'aver detto sì a qualcosa più grande e più importante, chiamato "verità, giustizia, amore, bellezza, bene, sommo bene". 
Nella rappresentazione della vita c'è anche il comportamento che rimanda alla tragedia, dell'anima che, liberata dal desiderio di divertimento, avverte il dolore degli esseri viventi. In questo sentire entra il problema del male, sia quello fisico prodotto dalla natura sia quello morale, prodotto dagli esseri umani. Mancuso precisa che il male e il dolore devono essere visti come prospettiva da cui guardare il mondo, che la vita va osservata con onestà nel suo insieme comprendendo anche il negativo, che il male, ridotto a quello fatto deliberatamente, può essere spiegato considerando la sua capacità di seduzione sull'anima umana, come fenomeno fisico che segue la logica della natura e che coinvolge anche l'essere umano che ha in sé il vertice sia del logos che del caos. Per questo motivo può compiere gesti di bene e di male al di fuori dell'ordinario in una dialettica che abita l'io e che consiste nei tre passaggi che portano dall'asservimento alla liberazione dagli altri (primo livello della libertà-da), dalla libertà dagli altri alla consacrazione della libertà a una realtà maggiore di sé (libertà-per) e da questa alla libertà da sé (secondo livello della libertà-da). 
"La nostra libertà mostra di compiersi quando si accorda a una logica preesistente, quella della relazione armoniosa, mentre l'essenza del male consiste nel disaccordo con tale logica. Tale disaccordo è dovuto all'inevitabile logica del caos quando si tratta di male fisico e a una sostanziale superba ignoranza quando si tratta di male morale".
Nella rappresentazione della vita c'è infine l'uscita di scena che spesso è accompagnata da paura e solo da pochi affrontata in modo corretto. Di fronte alla morte l'umanità ha risposto o vedendola come un male o non temendola, mentre la scienza dice che è legata alla vita, essa comunque fa emergere un senso generale di ingiustizia. Per questo la morte appare come uno dei passaggi decisivi della libertà, sia perché il saper morire affranca da ogni soggezione, sia perché significa continuare ad amare il mondo e la vita, non smettere di meravigliarsi e di ringraziare, comprendere che la morte appartiene al processo della vita al cui servizio bisogna porsi e va accettata come parte di quella logica. Sul senso della morte Mancuso demanda alla visione del mondo di ciascuno, quanto a lui concorda col pensiero di Ludwig Wittgenstein, pronunciato sul fronte della prima guerra mondiale, per il quale "credere in Dio vuol dire comprendere la questione del senso della vita", vedere che "i fatti del mondo non sono poi tutto" e che "la vita ha un senso". Il teologo aggiunge di non credere che il mondo esiste per gli esseri umani, né che tra Dio e gli uomini vi sia un rapporto diretto, riconosce invece l'esistenza di una "tensione dell'essere verso una progressiva organizzazione che genera una crescita della complessità" e la considera il vero fenomeno primordiale in cui credere, per cui "alla fine si tratta solo di diventare degni dell'incessante costruzione che porta la materia caotica primordiale a generare la stupefacente complessità della vita, dell'intelligenza e dell'amore a cui bisogna dire di sì in modo libero e responsabile"; afferma di credere nell'esistenza di un pensiero divino, che però non si cura dei singoli, che ognuno deve trovare dentro di sé il senso dell'essere nel mondo, al riguardo del quale pensa che si possa trovare una risposta plausibile considerando che la realtà fisica dell'uomo è il risultato della logica relazionale che governa la natura, che ha portato tutti all'esistenza e dalla quale ognuno è informato, che è dominata dall'indeterminazione essenziale per la nascita della libertà. "Siamo qui per interpretare liberamente la logica dell'armonia relazionale sotto forma di bene, di giustizia, di bellezza. Quando nei diversi sistemi di cui facciamo parte si raggiunge l'armonia, il nostro essere si riempie di compiutezza e nasce dentro di noi una particolare dolcezza interiore. Personalmente non conosco nulla di più nobile e di più vero per l'esistenza di un essere umano".
Il congedo da questa rappresentazione (Congedo dal palcoscenico) avviene con l'attore del Prologo che, senza maschera e con uno strumento musicale, è in compagnia dell'autore, a cui dà la parola. «Io penso che tutto alla fine sia una questione di arte. Anche la libertà è arte, è una particolare manifestazione artistica: quella dell'arte di vivere», dice l'autore e poi spiega che gli esseri umani non creano arte per necessità ma che, se hanno coraggio, possono liberarsi dai condizionamenti della natura e della società tramite l'arte, che è un fenomeno spirituale e materiale anche per l'arte di vivere, per la quale si può essere artefici della propria esistenza, che si può entrare a contatto con la realtà e col mistero che è anche dentro ognuno, si può sentire l'organizzazione e la bellezza dei fenomeni della vita e pure anche se tutto è impastato di dolore, l'arte può fare capire che "assaporare la meraviglia di essere un corpo vivente, giungere alla libera consapevolezza di ciò, e generare bellezza dentro e fuori di noi in accordo con la legge cosmica dell'armonia, è un'esperienza per la quale vale la pena esserci". Per questo esorta a non tradire "le leggi dell'armonia, della proporzione, della prospettiva, della composizione, leggi che nell'esistenza di tutti i giorni si dicono come giustizia, rispetto, buona educazione, equità, cura, sorriso" e che ciò vuol dire "introdurre armonia nell'immenso concerto del mondo" e "generare bellezza" che "è anche bontà".
Le ultime parole sono quelle dell'attore: "A questo punto non ho timore di dirvi: amici, non vendiamoci! Senza maschere e costumi, senza casacche, uniformi, divise, camici, abiti di cerimonia, e senza statuti, contratti, giuramenti, regolamenti, senza queste e mille altre bardature non possiamo vivere, è risaputo: tutti dobbiamo recitare, l'impone l'esistenza, io ho questo costume, voi il vostro. Ma questo non significa vendersi: servire sì, vendersi mai. Il mondo esiste per generare libertà e noi dobbiamo essere all'altezza di tale destinazione. Siamo qui per essere liberi".